# Phillip Kipyeko
Phillip Kipyeko, né le 10 janvier 1995 à Bukwo (en), est un coureur de fond ougandais. Il a remporté la médaille d'argent aux championnats d'Afrique de cross-country 2016 et est double champion d'Ouganda de cross-country.

## Biographie
Phillip Kipyeko naît à Bukwo (en) dans la région Est dans une famille de huit enfants. Ses bonnes performances en course à pied lui permettent d'intégrer le programme national de promotion en athlétisme,.
Il confirme son talent en 2011 en terminant septième du 3 000 mètres aux Championnats du monde d'athlétisme jeunesse à Lille dans le temps de 8 min 11 s 12. Deux mois plus tard, il s'offre la médaille de bronze du 3 000 mètres lors des Jeux du Commonwealth de la jeunesse (en) à Douglas en améliorant sa marque à 8 min 2 s 33. L'année suivante, il se classe sixième du 5 000 mètres en 13 min 45 s 52 lors des championnats du monde juniors d'athlétisme à Barcelone.
À 18 ans, il décroche sa première sélection majeure pour les championnats du monde d'athlétisme 2013 à Moscou. Il est le seul Ougandais engagé sur l'épreuve du 5 000 mètres après le forfait de Moses Kipsiro. Il n'atteint cependant pas la finale.
Le 13 septembre 2014, il prend part aux championnats du monde de course en montagne à Casette di Massa. Il est le seul coureur ougandais au départ de l'épreuve junior, son compatriote Joshua Cheptegei ayant déclaré forfait au dernier moment. Phillip Kipyeko domine aisément la course et remporte le titre avec près de deux minutes d'avance sur son plus proche poursuivant.
En 2015, il se révèle sur la scène nationale du cross-country lors des championnats d'Ouganda de la spécialité à Jinja. Il parvient à tenir tête au grand favori Moses Kipsiro et bat ce dernier dans le sprint final pour remporter le titre.
Il réalise un bon début de saison 2016 dans la discipline du cross-country. Le 6 février il défend avec succès son titre de champion d'Ouganda alors que son rival désigné, Moses Kipsiro, connaît une contre-performance le faisant terminer sixième. Une semaine plus tard, il s'impose sur le Gran Premio Cáceres de Campo a Través en battant de deux secondes l'Érythréen Goitom Kifle (en). Le 12 mars, il réalise une excellente course lors des championnats d'Afrique de cross-country à Yaoundé. Il parvient à s'immiscer dans le groupe des Kényans favoris et s'empare de la médaille d'argent à une seconde derrière James Rungaru (it). Il double la mise au classement par équipes. Il se concentre ensuite sur les Jeux olympiques de Rio de Janeiro. Il décroche son ticket pour l'épreuve du 5 000 mètres mais est éliminé en séries.
Le 10 février 2018, il rate de peu son troisième titre national en cross-country, battu au photo-finish par Thomas Ayeko. Le 8 avril, il prend part à l'épreuve du 5 000 mètres des Jeux du Commonwealth à Gold Coast. Il effectue un bon début de course groupé avec ses compatriotes Joshua Cheptegei Thomas Ayeko. Le Canadien Mohammed Ahmed lance ensuite son attaque pour la tête de course et Joshua Cheptegei ne se laisse pas faire et accélère pour s'offrir le titre. Phillip Kipyeko termine quant à lui sixième en 13 min 59 s 59.

## Palmarès

### Piste
| Année | Compétition                              | Lieu       | Place | Épreuve | Performance    |
| ----- | ---------------------------------------- | ---------- | ----- | ------- | -------------- |
| 2011  | Jeux du Commonwealth de la jeunesse (en) | Douglas    | 3e    | 3 000 m | 8 min 2 s 33   |
| 2016  | Championnats d'Afrique d'athlétisme      | Durban     | 9e    | 5 000 m | 13 min 32 s 77 |
| 2018  | Jeux du Commonwealth                     | Gold Coast | 6e    | 5 000 m | 13 min 59 s 59 |

### Route/cross
| Année | Compétition                             | Lieu       | Place | Épreuve          | Performance |
| ----- | --------------------------------------- | ---------- | ----- | ---------------- | ----------- |
| 2012  | Giro Podistico di Pettinengo            | Pettinengo | 3e    | Course populaire | 27 min 5 s  |
| 2014  | Giro Podistico di Pettinengo            | Pettinengo | 2e    | Course populaire | 27 min 0 s  |
| 2015  | Championnats d'Ouganda de cross-country | Jinja      | 1er   | Cross-country    | 35 min 1 s  |
| 2016  | Championnats d'Ouganda de cross-country | Jinja      | 1er   | Cross-country    | 29 min 17 s |
| 2016  | Gran Premio Cáceres de Campo a Través   | Cáceres    | 1er   | Cross-country    | 30 min 42 s |
| 2016  | Championnats d'Afrique de cross-country | Yaoundé    | 2e    | Cross-country    | 26 min 35 s |
| 2016  | Singelloop Utrecht                      | Utrecht    | 3e    | 10 kilomètres    | 28 min 33 s |

## Records
| Épreuve       | Performance    | Date             | Lieu           |
| ------------- | -------------- | ---------------- | -------------- |
| 1 500 mètres  | 3 min 45 s 00  | 19 juillet 2013  | Kampala        |
| 3 000 mètres  | 7 min 44 s 14  | 8 juin 2014      | Hengelo        |
| 5 000 mètres  | 13 min 10 s 69 | 18 juillet 2015  | Heusden-Zolder |
| 10 000 mètres | 28 min 46 s 80 | 26 juillet 2019  | Kampala        |
| 10 kilomètres | 28 min 19 s    | 23 décembre 2013 | Houilles       |